# Gerontios (Bildschnitzer)
Gerontios (altgriechisch Γέροντιος) war ein spätantiker Holzschnitzer, der im zweiten Viertel des 5. Jahrhunderts in Syria tätig war.
Er ist nur durch literarische Überlieferung bekannt. Der zeitgenössische Theologe und Kirchenhistoriker Theodoret empfiehlt ihn in einem Brief an den Sophisten Isokasios wegen seiner Qualität und Kunstfertigkeit.